# Lysapsus bolivianus
Lysapsus bolivianus é uma espécie de anfíbio da família Hylidae. Pode ser encontrada na Bolívia e Brasil.